# Cheilanthes ramentacea
Cheilanthes ramentacea là một loài dương xỉ trong họ Pteridaceae. Loài này được Wahlenb. mô tả khoa học đầu tiên năm 1814.
Danh pháp khoa học của loài này chưa được làm sáng tỏ. 